# Associação Tupy de Esportes
Associação Tupy de Esportes é um clube brasileiro de futebol da cidade de Jussara, no estado de Goiás.
O Tupy disputou seu primeiro campeonato no futebol profissional em 2006, conseguindo o vice-campeonato da terceira divisão do campeonato goiano, perdendo a final para a Itauçuense por 3 a 0.

## História
O Tupy já tem quase 50 anos, mas só a partir de 2006 que começou a disputar competições oficiais (o campeonato goiano). Antes era apenas o maior time amador da cidade e o time formado por amigos jussarenses.
No primeiro ano como clube profissional o Tupy sagrou-se vice-campeão da Terceira Divisão do Campeonato Goiano, conquistando o acesso para a Segunda Divisão de 2007, perdendo a final para o Itauçuense com dois gols do andarilho atacante Túlio Maravilha. O Tricolor Jussarense esteve nessa divisão até 2009, se licenciando após a temporada.
Em 2019 o clube voltou a disputar um torneio profissional após dez anos, terminando em quarto lugar, sendo eliminado na fase semifinal após duas derrotas para o Goiatuba.
Em 2024, o clube subiu para a segunda divisão do campeonato goiano (Divisão de Acesso), após ganhar de 5 a 1 no agregado contra o Itumbiara nas semi-finais da Terceira Divisão do Campeonato Goiano. Logo em seguida sendo derrotado na final para o Rio Verde nos pênaltis. No ano seguinte, 2025, o clube contratou o famoso jogador Walter, ex-jogador e ídolo pelo Goiás.

## Campanhas de destaque

### Estaduais
- Vice-Campeonato Goiano 3ª Divisão: 2006 e 2024.